# Chase Elliott

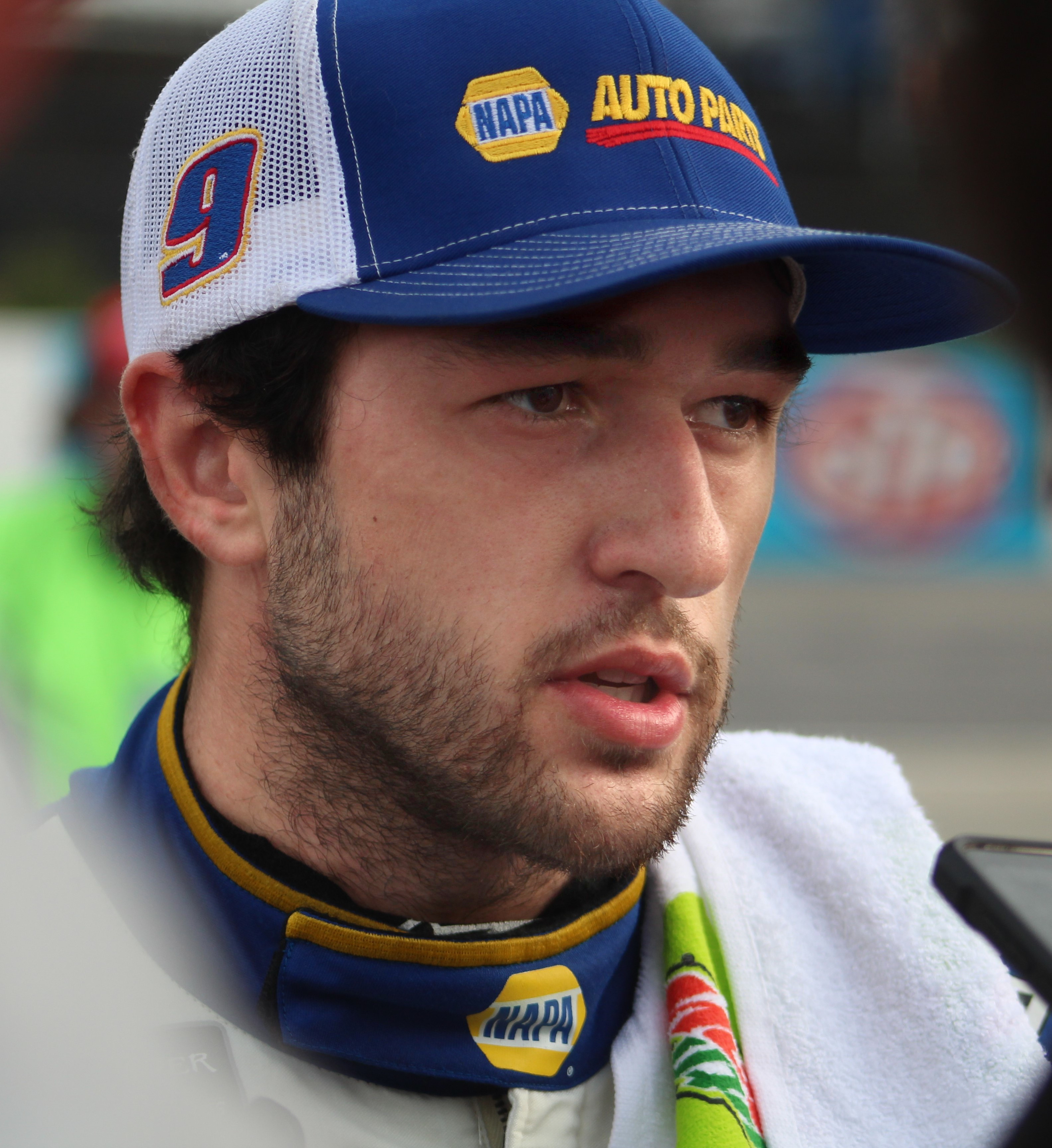
Chase Elliott

William Clyde Elliott II hay Chase Elliott (sinh ra tại Dawsonville, Georgia, ngày 28 tháng 11 năm 1995) là một tay đua xe hơi người Mỹ. Anh hiện đang đua trong giải NASCAR Cup Series với đội Hendrick Motorsports trên chiếc xe Chevrolet Camaro ZL1 1LE số 9 do NAPA Auto Parts tài trợ.
Elliott là con trai duy nhất của cựu tay đua NASCAR Bill Elliott.
Elliott là nhà vô địch NASCAR Nationwide Series 2014
Trận ra mắt của Elliott trong Cup Series bắt đầu từ cuộc thi STP 500 2015. Chiến thắng Cup Series đầu tiên của anh là trong cuộc thi Go Bowling at The Glen 2018.